# Synchrone Datenübertragung
Bei der synchronen Datenübertragung wird die Übertragung einzelner Bits zwischen Sender und Empfänger mit einem Taktsignal zeitlich synchronisiert. Dieses Taktsignal kann
- über eine eigene Schnittstellenleitung gesendet oder
- vom Empfänger aus dem Datensignal zurückgewonnen werden (Taktrückgewinnung).

Eine synchrone Übertragung von Signalen liegt dann vor, wenn zwischen ihnen eine starre Phasenbeziehung über mehrere Symbolzeichen hinweg besteht. Notwendige Bedingung ist dazu, dass somit gleiche Taktfrequenzen zwischen Sender und Empfänger vorliegen müssen.
Das Gegenstück ist die asynchrone Datenübertragung, bei der zwischen einzelnen Gruppen von Symbolen beliebig lange (oder auch zufällig lange) Pausen auftreten können, womit keine starre Phasenbeziehung mehr vorliegt.

## Abgrenzung
Die synchrone Datenübertragung sollte nicht mit dem Begriff der synchronen Kommunikation verwechselt werden, welcher sich auf die Abfolge von Anfrage und Antwort in einem Übertragungsprotokoll bezieht.